# پرنس ارفع
رضا ارفع (۱۲۳۳–۱۳۱۶ ه‍.خ) متخلص به دانش و ملقب به معین‌الوزاره و ارفع‌الدوله از دیپلمات‌های ایرانی اواخر دوران قاجار و اوایل دوران پهلوی بود.

## زندگی

### تولد و خانواده
رضا ارفع در ۱۲۳۳ در تبریز، محلۀ اندرون شتربان (معروف به محلۀ ایروانی‌ها) متولد شد. پدرش حاج شیخ محسن مهاجر ایروانی تاجر بود.
 احتشام‌السلطنه او را از اتباع روس و مردم قفقاز دانسته و اعتمادالسلطنه نیز معتقد است او اهل ایروان و از «رعایای دولت روس» بود. اما خود رضا ارفع خود را از نوادگان سردار ایروانی می‌دانست. برخی نام پدر او را میرزاحسن خان پسر میرزا ابراهیم خان، وزیر اعظم خان ایروان قبل از لشکرکشی دوم روس‌ها دانسته‌اند و گفته‌اند میرزاحسن‌خان پدر رضا پس از اشغال سرزمین‌های ایرانی شمال رود ارس توسط روسیه طی عهدنامه ترکمانچای، از ایروان به تبریز رفته و در آنجا ساکن شده‌است.) در ابتدای کتابی که همسر دوم او (السا لیندبرگ-دولت) تالیف کرده، او این چنین معرفی شده است: «پرنس ارفع رضا ابن حسن ابن ابراهیم ابن حسین ابن میرزا ابراهیم».
پدر رضا ارفع تاجر کتان و ابریشم بود و زمینی در ساحل رود آجی‌چای خریده بود و در آن حمام عمومی و مغازه داشت. دامادهای او (شوهر خواهرهای رضا ارفع) هم تاجر بودند. یکی در رشت، یکی در قسطنطنیه و دیگری در تبریز.
مادر او کلثوم خانم دختر صفر تبریزی بود. رضا ارفع چهار برادر و پنج خواهر داشت.

### زندگی کودکی در تبریز
رضا ارفع در کودکی در مکتب شیخ علی اصغر گلستان سعدی، دیوان حافظ، جامع عباسی شیخ بهائی و رسالۀ مرتضی انصاری را خواند. پدر او (معروف به شیخ حسن)در سفر به عتبات عالیات نذر کرده بود که اگر فرزند پسری داشت او را برای تحصیل علوم اسلامی و مجتهد شدن به نجف بفرستد و برای این کار رضا را انتخاب کرد. بنابراین پس از مدتی او را به مدرسه حاج صفرعلی به شاگردی ملاعبدالعظیم اشلقی برای یادگیری ادبیات عرب (اشعار امرؤالقیس و نهج‌البلاغه) فرستاد. سپس او را برای تحصیل فقه، اصول، تفسیر قرآن و علم رجال به شاگردی ملا احمد تاهباز فرستاد. رضا تحصیلات مقدماتی خود (شامل فارسی و عربی) را در تبریز تمام کرد و فقه و اصول هم خواند.
طغیان رود آجی‌چای و سیل تبریز در سال ۱۲۸۰ قمری باعث شد خانه، حمام و مغازۀ حسن ارفع نابود شود و رضا مشغول شاگردی صرّافی شود.

### سفر به استانبول و تفلیس، مترجمی سفارت
ورشکستگی خانواده باعث شد پدر به رشت برود و رضا به پیشنهاد شوهرخواهر (حاجی آقا رضا سلماسی) برای کار پیش یکی از تاجران ایرانی به استانبول برود.
در راه به ایروان رفت و در آنجا پیش اقوام پدربزرگش ساکن شد. در آن جا او را به حاجی ملابابا -قاضی ایروان و پیشوای شیعیان شهر معرفی کردند. ملابابا بعد از انتصاب به قضاوت تفلیس، رضا ارفع را نیز با خود به قسطنطنیه پیش شوهرخواهرش بود. در مدتی که در مغازۀ شوهرخواهرش کار می‌کرد در مدرسه‌ای یونانی ترکی و فرانسوی را آموخت .
در راه بازگشت از استانبول به تبریز، به علت تب و بیماری مدتی در تفلیس ماند. در تفلیس به مدت دو سال مشغول یادگیری زبان روسی در مدرسه‌ای روسی شد. در این مدت به آشنایان ملابابا خوشنویسی و زبان عربی یاد می‌داد و در عوض غذا و خانه گرفته بود و ماهی هشت روبل هم دستمزد داشت. یادگیری روسی باعث شد که در زمان سرکنسولی میرزا محمودخان علاءالملک بر کنسول ایران، در سال ۱۸۸۵ به عنوان مترجم کنسولگری ایران استخدام شود چون ناصرالدین‌شاه در سفر به اروپا بود و در جلفا نیاز به مترجم داشت و تنها مترجم روسی کنسولگری وبا گرفته بود. ارفع ادعا کرده است در همین زمان سرکنسول ایران به او نشان درجۀ پنجم شیر و خورشید را داده است. دانش روسی رضا ارفع وسیع نبود اما به علت خوش‌برخوردی، شاه از کار او راضی بود و سرکنسول تفلیس او را به مقام دبیرسومی کنسولگری تفلیس منصوب کرد و ۲۵ روبل حقوق برای او تعیین کرد.
طی جنگ روسیه و عثمانی (۱۸۷۷–۱۸۷۸) دولت عثمانی از صلیب سرخ درخواست کرد فردی بی‌طرف را جهت ملاقات با اسرای جنگی ترکیه در روسیه معرفی کند و رضا ارفع انتخاب شد. دولت عثمانی بابت این کار به او نشان مجیدیۀ درجۀ چهار اعطا کرد.
در همین روزها رسالۀ رشدیه را که دربارۀ لزوم تغییر رسم‌الخط فارسی و شامل الفبای ابداعی خودش بود منتشر کرد. به همین دلیل ولیعهد وقت (مظفرالدین میرزا) به او لقب خان) و مقام افتخاری «نایب‌آجودان‌باشی» را اهدا کرد. در سال ۱۸۸۱ (۱۲۹۸ قمری) رضا ارفع به عنوان منشی اول کنسولگری تفلیس با هیئتی در مراسم تاجگذاری الکساندر سوم شرکت کرد.

### هیأت تعیین مرزهای ایران، سفارت سن‌پترزبورگ

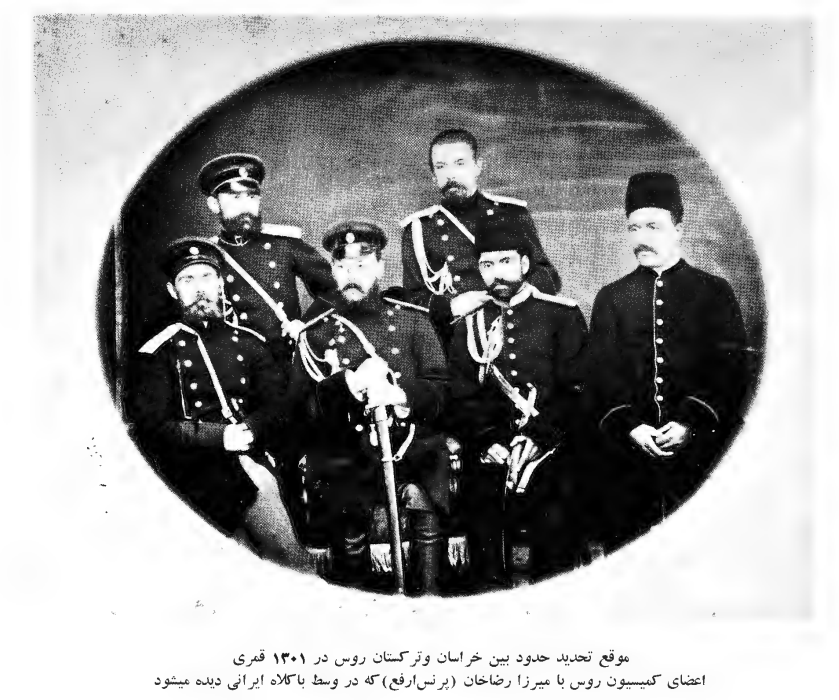
هیئت تعیین حدود خراسان و ترکستان روسیه

او پس از بازگشت به ایران در سال ۱۸۸۳ میلادی (۱۳۰۰ قمری) در مأموریت تعیین سرحدات ایران و روسیه در خراسان به عنوان مترجم کمیسیون تحدید حدود (هیأت تعیین حدود سرحدات خراسان به ریاست سلیمان خان افشار صاحب اختیار) شرکت کرد. این مأموریت سه سال (یا پنج سال) طول کشید. برخی گفته‌اند مأموران ایران در مقابل رشوه مقداری از زمین‌های ایران را به روسیه واگذار کردند. در مقابل پسرش گفته است رضا ارفع مانع الحاق بخشی باریک به متصرفات روسیه شد که برای ساکنان شهرک مرزی لطف‌آباد حیاتی بود و به همین علت شاه او را به منصب آجودانی ولیعهد در تبریز گمارد.
او در سال ۱۳۰۳ ه‍.ق به تهران بازگشت. در سال ۱۳۰۴ ه‍.ق به درخواست محمود علاءالملک به عنوان مترجم و نایب سفارت به سن پترزبورگ روسیه رفت و پس از مدتی به عنوان مستشار سفارت منصوب شد. در این مدت در مراسم تاجگذاری تزار نیکلاس شرکت کرد. در مدت اقامت در سن پترزبورگ در جزیرۀ کرستوفسکی (Krestovski) در عمارت پرنس بیلوسلسکی-بیلوزورسکی (Bieloselski-Bielozorski) ساکن بود.

### همراهی در سفر سوم ناصرالدین‌شاه، سرکنسولی قفقاز
در سفر سوم ناصرالدین شاه به فرنگ (۱۳۰۶ تا ۱۳۰۷ ه‍.ق) جزو همراهان شاه بود. دوستی او با علی اصغر خان اتابک ملقب به امین‌السلطان از این سفر شروع شد. (حسن ارفع گفته دوستی پدرش با امین‌السلطان از زمان اقامت پدرش در تهران پیش از سفر به سن‌پترزبورگ آغاز شده است).
در این سفر از شاه نشان و حمایل سرتیپی گرفت. پس از پایان سفر به پترزبورگ بازنگشت و همراه هیأت ایرانی به تهران آمد. چند ماه در تهران بود. ناصرالدین شاه در سال ۱۲۶۹ با اعطای لقب معین‌الوزاره او را سرکنسول ایران (ژنرال قنسول) در تفلیس (ناحیۀ قفقاز) کرد. در آن زمان به علت تعداد زیاد کارگران ایرانی در قفقاز، سفارت ایران در تفلیس از مشاغل پردرآمد ایران بود (ارفع‌الدوله در خاطرات خود این گونه به این ماجرا اشاره می‌کند: «پول تذکره از هر طرف بنا کرده بود مثل باران ریختن»). احتشام‌السلطنه نوشته است:
«از قراری که بعدها از خود ایشان [ارفع‌الدوله] شنیدم در همان اولین مأموریت یعنی جنرال قونسولگری تفلیس، خرج در رفته سایانه دویست هزار منات معادل صد و بیست هزار تومان در بانک پس‌انداز کرده‌اند».
در این زمان امینه اقدس زن سوگلی ناصرالدین شاه برای معالجۀ چشم در ذیقعدۀ ۱۳۰۷ به وین سفر کرد. ارفع‌الدوله مدتی در مسیر رفت و برگشت در خدمت او بود. در این مدت تعداد قابل توجهی از فرمان‌های سفید مهردار شاه را از امینه اقدس دریافت کرد. اعتماد السلطنه برآورد کرده‌است این فرمان‌ها هریک به مبلغ ده هزار تومان ارزش داشته باشند:
«از قرار گفتۀ میرزا احمدخان [کنسول سابق حاجی ترخان و معلم روسی ناصرالدین شاه] همه جهت مخارج سفر امین اقدس زیاده از ده هزار تومان نشده، اما چیزی که محل تعجب است این است [که] پنجاه فرمان نشان سفید مهر بدون تعیین درجه که همراه امین اقدس کرده بود ۳۸ طغری از آنها را به طور انعام به میرزا رضاخان قونسول تفلیس داده‌اند که به هرکس می‌خواهد بفروشد. حالت متموّلین روس و قید آنها به نشان معیّن است، البته میرزا رضاخان ده هزار تومان فرامین را خواهد فروخت».
ارفع‌الدوله در مدت خدمت در سفارت قفقاز بنایی مجلل به نام «فیروزه» در محلۀ بورجومی (Borjomi) تفلیس بنا کرد. ارفع‌الدوله در خاطرات خود ادعا کرده پول به دست آمده از تذکره‌ها را در بانک دولتی قرار داده بوده و برای سپردن آن به جایی مطمئن، زمینی با قیمت گران در بورژم خریده و هتل فیروزه را در آن بنا کرده است. این قصر اکنون از مکان‌های دیدنی گرجستان است. او در تفلیس دو بنای دیگر هم برای خود ساخت. برای تزئینات داخلی یکی از خانه‌ها استادانی از ایران آورد و دستور داد صحنه‌هایی از شاهنامۀ فردوسی را روی سقف بکشند. علاوه بر این در باغ گل سرخی در نزدیکی بورجومی که میخائیل الکساندرویچ به لودمیلا جرویس هدیه کرده بود، ویلای کوچکتری ساخت.
در همین مدت با لودمیلا جرویس ازدواج کرد.

### سفارت روسیه و اتحاد سوئد و نروژ
ارتقای مقام بعدی او در سال ۱۲۷۴ (۱۳۱۲ه‍.ق) روی داد و این بار به وزیرمختاری ایران در پترزبورگ و ایلچی مخصوص در دربار دولت روسیه برگزیده شد. او پنج ماه پس از آغاز ماموریت در محرم ۱۳۱۳ ه‍.ق از سوی ناصرالدین شاه ملقب به ارفع‌الدوله شد.
در سال ۱۳۱۴ ه.ق هم‌زمان سمت وزیر مختاری در اتحاد سوئد و نروژ را نیز به دست آورد.
ارفع‌الدوله در سال ۱۲۷۹ (۱۳۱۷ ه.ق) نمایندۀ ایران در انجمن صلح لاهه شد
و با سمت سفیر کبیر فوق‌العاده در جشن بیست و پنج سالگی سلطان عثمانی شرکت کرد.
در سال ۱۳۱۸ ه‍.ق میرزا رضاخان از سوی دربار مأموریت یافت تا یک معلم روسی برای ولیعهد پیدا کند و او نیز، «مارکویچ شاپشال» را برای این منظور انتخاب و راهی ایران کرد. او تا سال ۱۳۱۹ ه‍.ق وزیرمختار ایران در پطرزبورگ بود.

### سفر فرنگ مظفرالدین شاه
در سال ۱۲۸۰ (۱۳۱۷ ه.ق) میرزا علی اصغر اتابک، صدراعظم وقت ایران برای سفر مظفرالدین شاه  به اروپا از ارفع‌الدوله کمک خواست. او برای این کار با دولت روسیه مذاکره کرد و بانک استقراضی روسیه بیست و دو میلیون و نیم منات طلا با سود ۵ درصد به مدت ۷۵ سال به دولت ایران وام داد و گمرکات شمال ایران را به وثیقه گرفت.

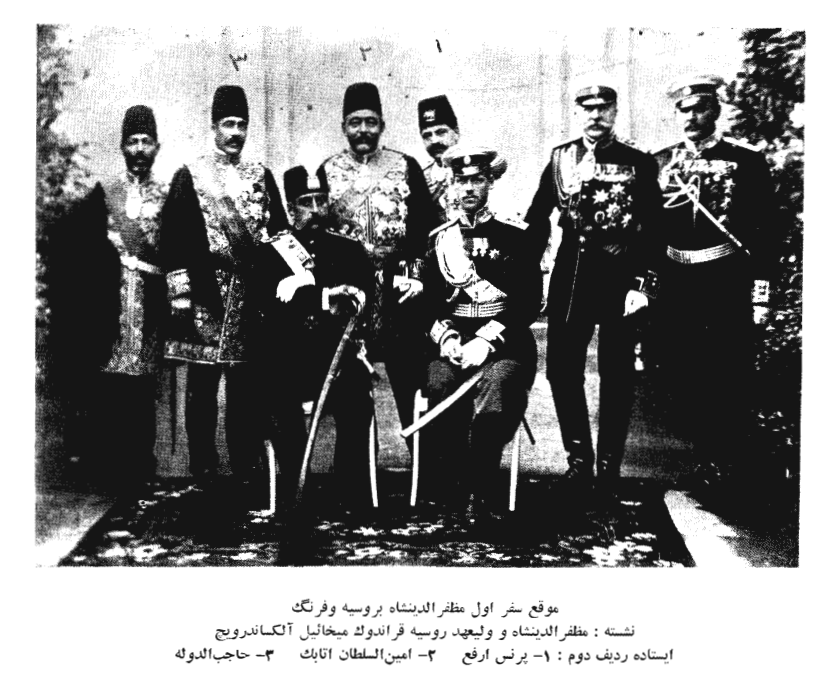
مظفرالدین‌شاه، الکساندرویچ ولیعهد روسیه، رضا ارفع، امین‌السلطان و حاجب‌الدوله

برخی مبلغ وام را دو میلیون لیره دانسته‌اند و گفته‌اند از این مبلغ مقداری بین او و دیگر دولتمردان دربار مظفری تقسیم شد و مقداری دیگر صرف هزینۀ سفر نخست مظفرالدین‌شاه به فرنگستان شد. گفته می‌شود او نوک قلمی را که با آن این قرارداد را امضاء کرده بود طلا گرفته و در موزۀ معروف خود (دانشگاه) در موناکو در معرض دید عموم قرار داده بود. حسینقلی نظام‌السلطنه نوشته است:
«بیست و چهار کرور از دولت روس قرض کردند که به انضمام تنزیل، هفتاد کرور شد که در ظرف سی و پنج سال، سالی دو کرور قسط بدهند و دولت ایران ماذون نباشد که این مبلغ را از دولت دیگر قرض و ادا کند. از این وجه به اختلاف شنیدم، ولی چیزی که ابداً محل شبهه نیست، پنج کرور صدراعظم و مشیرالدوله میرزا نصرالله خان و میرزا رضاخان مدخل کردند.»

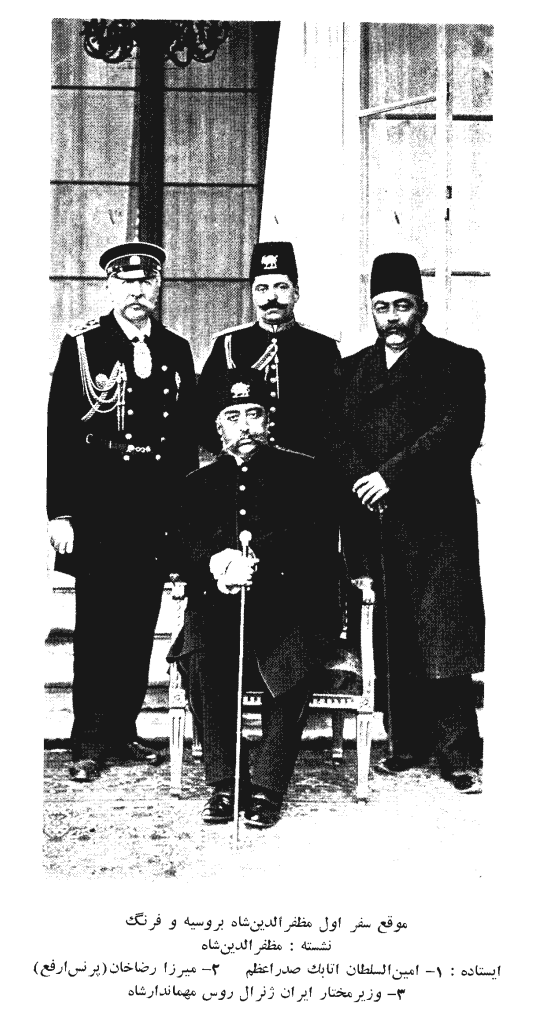
مظفرالدین‌شاه، امین‌السلطان و میرزا رضاخان در زمان سفر اول مظفرالدین شاه به فرنگ

او به خاطر گرفتن وام از روسیه و فراهم کردن سفر شاه به اروپا، لقب «پرنس» و جناب اشرف را در ربیع‌الاول ۱۳۱۸ از مظفرالدین شاه دریافت کرد.

### سفارت استانبول

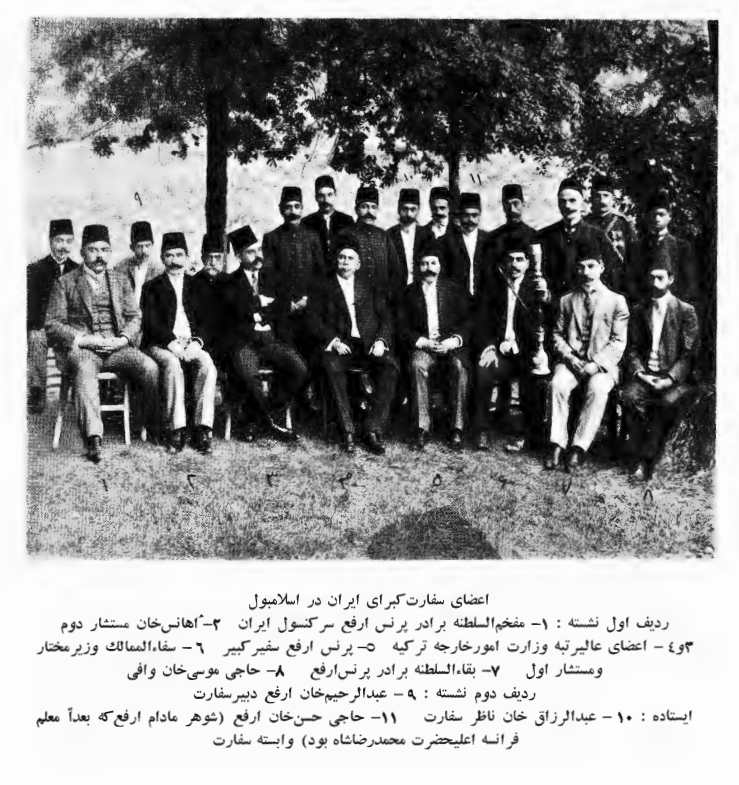
اعضای سفارت ایران در استانبول، پرنس ارفع و دیگران

در سال ۱۲۸۱ (۱۳۱۹ ه‍.ق معادل ۱۹۰۲ میلادی) سفیر ایران در عثمانی (استانبول) شد و مقام سرداری و نشان مرصع و حمایل مخصوص با یک حلقه انگشتری الماس برلیان را از شاه دریافت کرد. در این مدت به عنوان نماینده شاه ایران در جشن تاج‌گذاری آلفونسوی سیزدهم پادشاه اسپانیا شرکت کرد. یک سال بعد از آغاز سفارت، شاه به او درجه امیرنویانی (ارتشبدی) و یک قطعه نشان مرصع به الماس و جواهر ممتاز داد.
او تا سال ۱۲۸۹ (معادل ۱۳۲۸ ه‍.ق) در این پست باقی بود و با مشروطه‌خواهان درگیری بسیار داشت و آنان برکناری او را خواهان بودند.

### اقامت در موناکو
او پس از برکناری از سفارت استانبول به موناکو رفت.در موناکو بنایی باشکوه ساخت و نام آن را بر اساس تخلص خود (دانش) «دانشگاه» نامید (چند سال پیش خرید قصر مزبور که به سبک ایرانی ساخته شده به دولت ایران پیشنهاد شد که جمهوری اسلامی ایران نپذیرفت).

### وزارت عدلیه
او در سال ۱۲۹۲ (معادل ۱۳۳۱ه‍.ق) به دعوت علاءالسلطنه به ایران آمد و مدتی کوتاه در کابینهٔ علاءالسلطنه وزیر عدلیه (دادگستری) شد. در مراسم تاجگذاری احمدشاه ارفع‌الدوله با این سمت شرکت کرد.

### بازگشت به موناکو
او مجدداً در ۱۰ ذیقعدۀ ۱۳۳۱ ه‍.ق پس از گرفتن ۵۶ هزار تومان (به عنوان طلب از دولت ایران بابت سفرهای حین سفارت) راهی موناکو شد.

### نمایندگی ایران در جامعۀ ملل
در زمان حکومت احمدشاه (۲۳ آگوست ۱۹۲۰ برابر با ۱ شهریور ۱۲۹۹) نمایندهٔ ایران (که در آن زمان «پرشیا» نامیده می‌شد) در مجمع اتفاق ملل (جامعهٔ ملل، نیای سازمان ملل متحد کنونی) که در ژنو قرار داشت، شد. او رئیس هیئت نمایندگی ایران در این مجمع بود و افراد دیگری مانند امیر ذکاءالدوله هم به عنوان اعضای هیئت نمایندگی ایران در این مجمع بودند.
در راه رفتن ارفع به این ماموریت شاهرخ پسر ۱۹ سالۀ کیخسرو شاهرخ (از چهره‌های جامعۀ زرتشتی) هم با او بود و در راه سفر در نزدیکی ایزدخواست بر اثر شلیک گلولۀ اشرار کشته شد. موضوع دزدی از کالسکۀ ارفع‌الدوله و کشته شدن شاهرخ در جامعۀ ملل هم مطرح شد. شاهرخ منشی ارفع‌الدوله و محل دزدی و مرگ او میانۀ راه اصفهان و شیراز گزارش شد. گزارش این اتفاق در ۱۸ نوامبر ۱۹۲۰ (۲۷ آبان ۱۲۹۹) در روزنامه‌های زیادی به چاپ رسید.
خبرنگاری گزارش داده است که ارفع‌الدوله در مدت اقامت در ژنو عادت داشت به تفرجگاه Kursaal برود و یک بار شامپاینی گران‌قیمت سفارش داد که «خزانۀ ایران را تکان داد».
برخی از فعالیت‌های مرتبط با ارفع در زمان ماموریت او در ژنو:
- ۱۶ آذر ۱۲۹۹ (۷ دسامبر ۱۹۲۰) در گفتگوی مرتبط با گسترش تیفوس در «شرق نزدیک» گفت این که همه‌گیری‌ها از آسیا به غرب آورده شده، دیگر درست نیست. اکنون تیفوس از غرب به ایران حمله می‌کند.[۴۳]
- ۲۴ آذر ۱۲۹۹ (۱۵ دسامبر ۱۹۲۰) ارفع‌الدوله گفت امیدوار است همۀ مردم جهان سال آینده در مجلس نمایندگان نماینده داشته باشند و همچنین هشدار داد که خطر ایجاد لیگ رقیبی در آمریکا یا روسیه وجود دارد.[۴۴]
- پایان تابستان ۱۳۰۰ (سپتامبر ۱۹۲۱): ارفع‌الدوله در سخنرانی‌ای طولانی جامعۀ ملل را برای این که هیچ کاری برای خلع سلاح انجام نمی‌دهد، سرزنش کرد.[۴۲]
- ۳۰ آذر ۱۳۰۰ (۷ دسامبر ۱۹۲۱): دفتر بین‌المللی کار از طریق ارفع‌الدوله نامه‌ای به وزارت امور خارجه نوشت و در آن به کار کردن کودکان ۱۰ ساله به عنوان قالی‌باف در کرمان (با ساعات کاری زیاد، حقوق کم و شرایط کاری بد) اعتراض کرد. بعد از چند هفته نامه‌ای به امضای اسدالله مشارالسلطنه وزیر امور خارجۀ وقت ایران به این دفتر رسید که خبر داد حکومت ایران از حکومت محلی کرمان و بخش‌های دیگر ایران درخواست کرده که کار کودکان زیر ۱۰ سال ممنوع شود، کار در روز ۸ ساعت باشد، حکومت محلی برای قالی‌بافان زن و کودک صندلی‌های مناسب تهیه کند، کارگران بتوانند در میانۀ کار استراحت کنند و حقوق منظم و عادلانه بگیرند.[۴۵]
- ۲۰ شهریور ۱۳۰۱ ارفع‌الدوله اعتراض شدید دولت ایران به اصلاحیۀ پیشنهادی کانادا بر مادۀ ۱۰ میثاق مجمع را اعلام کرد. مادۀ ۱۰ دربارۀ احترام همۀ اعضا به استقلال سیاسی و تمامیت ارضی اعضای دیگر بود.[۴۶] ایران در این اعتراض گفته بود این ماده یکی از مفاد اساسی میثاق است و نباید نسخ یا تضعیف شود. بحث بیشتر در مورد این سوال با اعلام رئیس مبنی بر اینکه کمیتۀ حقوقدانان تحت ریاست لرد بالفور به آن رسیدگی خواهند کرد، متوقف شد.[۴۷]
- ۱۳ شهریور ۱۳۰۵ هیئت دولت ایران به ارفع‌الدوله دستور داد در جامعۀ ملل اعلام کند که تا وقتی نسخه‌ای از گزارش ماموران اعزامی تریاک دربارۀ مطالعات کشت تریاک توسط دولت ایران تایید نشود، این موضوع نباید در هیئت عمومی جامعۀ ملل مطرح شود.[۴۸]

این نمایندگی آخرین پست دولتی او بود و پس از هفت سال در سال ۱۳۰۷ در زمان رضاشاه از این سمت نیز کنار گذاشته شد و به تهران احضار شد. ارفع ادعا کرده است عبدالحسین تیمورتاش به رضا شاه پیشنهاد داده که ارفع را رئیس شورای دولت کند اما ارفع‌الدوله نپذیرفته است و رضاشاه در ازای تلاش‌های او نشان درجۀ اول همایون به او اهدا کرده است.

### مرگ

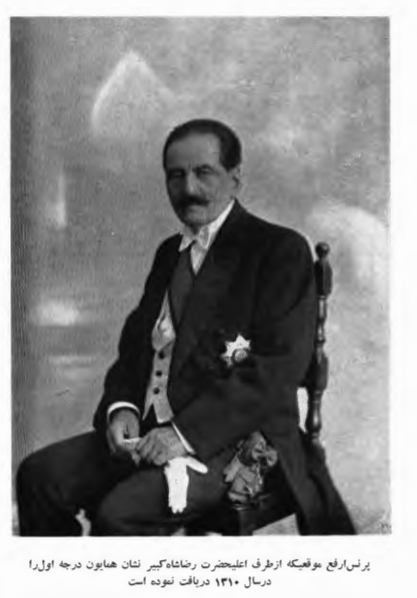
رضا ارفع به همراه نشان همایون درجه اول دریافتی از رضاشاه، سال ۱۳۱۰

رضا ارفع در سال ۱۳۱۰ به موناکو رفت و در نوروز ۱۳۱۶ (بین اول تا سوم فروردین) در همین محل فوت کرد.

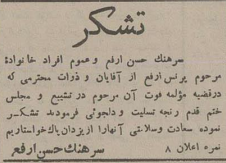
تشکر حسن ارفع از شرکت افراد در مراسم ختم پدرش رضا ارفع، روزنامه اطلاعات ۴ فروردین ۱۳۱۶

## خانوادۀ ارفع‌الدوله

### لیلی

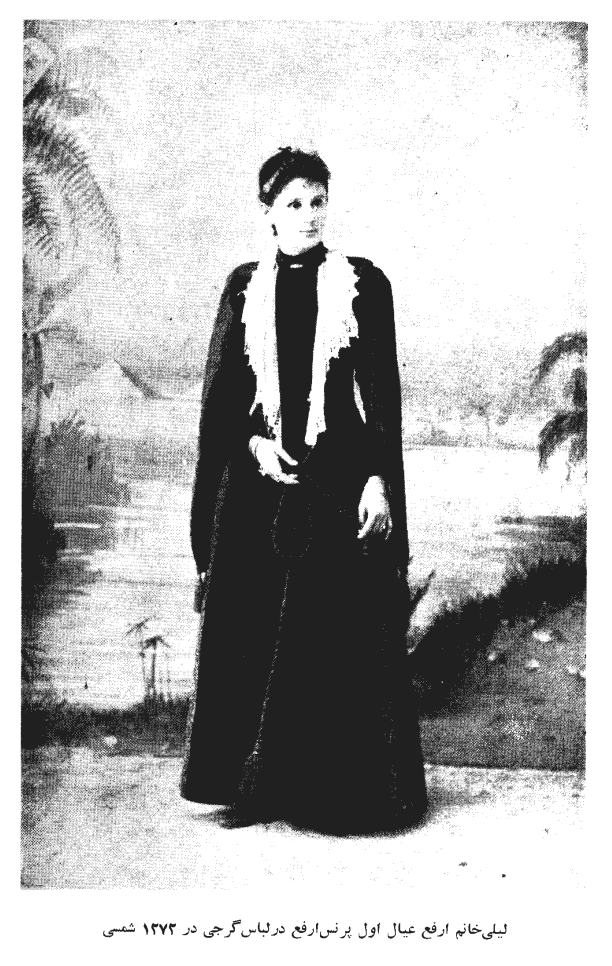
لیلی، زن اول ارفع‌الدوله، ۱۲۷۲ شمسی

اولین همسر ارفع‌الدوله، لودمیلا جرویس (Ludmilla Jervis یا لیلی) نام داشت. لودمیلا (متولد ۱۸۷۰ میلادی) فرزند چارلز، مهندسی انگلیسی و نوۀ ناخدای بازنشستۀ نیروی دریایی بریتانیا (ناوبان در نبرد ترافالگار) بود. مادر لودمیلا نیز آناستازیا فرزند ژنرال پیوتر پتروویچ دمیدوف بود. پدر لودمیلا در چهار سالگی او در آمریکا به قتل رسید و مادرش پس از آن به عنوان معلم سرخانۀ کودکان اشراف روس زبان‌های انگلیسی و فرانسه و نواختن پیانو یاد می‌داد لودمیلا نیمه‌انگلیسی- نیمه‌روسی بود.. او در چهارده سالگی شعری در انتقاد در دیکتاتوری سرود و در هفته‌نامه‌ای چاپ کرد و مدتی زندانی شد اما مادرش عریضه‌ای برای تزار نوشت و او را آزاد کرد. در سال ۱۸۸۷ مادر لودمیلا به همراه دخترش به امید یافتن قاتل شوهرش به قسطنطنیه رفت و برای آموزش موسیقی و زبان فرانسه به استخدام یکی از پاشاهای ترک درآمد. دو سال بعد به تفلیس رفتند و در همان جا لودمیلای بیست ساله با رضا ارفع آشنا شد.
لیلی مسیحی ارتدوکس بود اما برای ازدواج با رضا ارفع مسلمان و تبعۀ ایران شد و در بندر انزلی با او ازدواج کرد. او در سال ۱۲۷۲ همسر ارفع بود. رضا ارفع به همسرش اجازه نمی‌داد در جشن‌ها و مراسم‌های عمومی شرکت کند. در سال ۱۸۹۹ رضا ارفع، لیلی و پسرشان حسن از روسیه خارج شده و به درسدن رفتند و در نهایت رضا و لیلی از هم طلاق گرفتند.

### السا (دولت خانم)

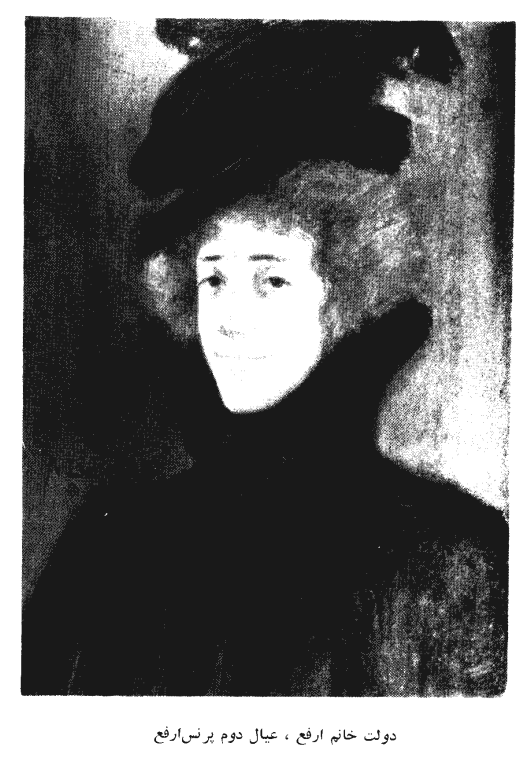
دولت، زن دوم ارفع‌الدوله

همسر دوم رضا ارفع، زنی سوئدی-فنلاندی به نام السا سسلیا ماریا لیندبرگ-دولت (Elsa Cecilia Maria Lindberg-Dovlette) بود که پس از ازدواج السا ارفع یا السا لیندبرگ-دولت هم نامیده شد. او دختر کارل جان لیندبرگ (Karl Johan Lindberg: نوازندۀ فنلاندی ویولن) و امیلیا ویک (Emilia Wiik) بود. او در ۲۴ بهمن ۱۲۵۲ در استکهلم به دنیا آمد.
السا در سال ۱۸۹۸ میلادی (۱۲۷۶ یا ۱۲۷۷ خورشیدی) در سفری تفریحی روی قایق با میرزارضاخان آشنا شد و چهار سال بعد با او ازدواج کرد. او در ۱۶ مهر ۱۳۲۳ در سوئد درگذشت.
ارفع در خاطرات خود این طور نقل می‌کند:
«خانوادۀ من که دختر یکی از پروفسورهای سوید است اِلسا بود که مسلمان شد اسمش را دولت خانم گذاشتم.»

### حسن ارفع

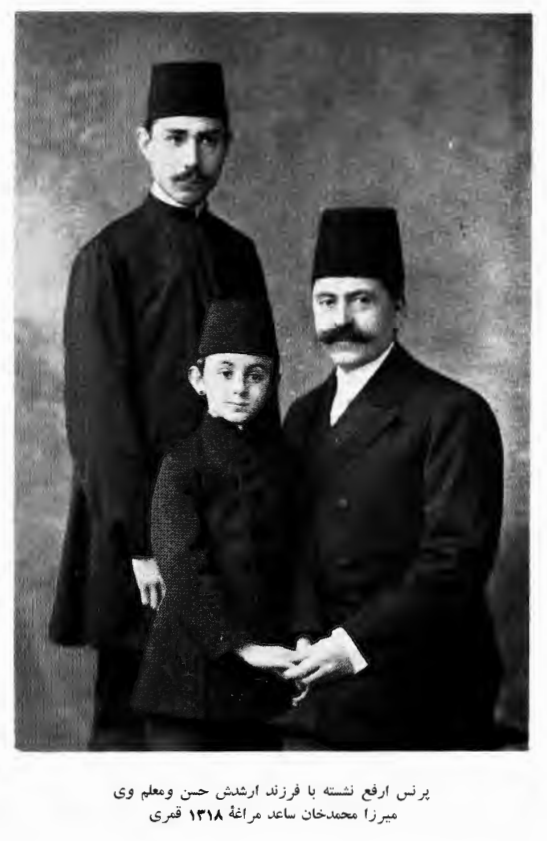
ارفع‌الدوله، پسرش حسن و میرزا محمدخان ساعد مراغه‌ای، ۱۳۱۸ قمری

حسن، اولین فرزند رضا ارفع در ۲۰ اردیبهشت ۱۲۷۴ در شهر تفلیس به دنیا آمد. او در مدارس نظامی عثمانی، فرانسه و سوئیس به تحصیل پرداخت. در ایران با درجۀ افسری، به ارتش پیوست. مسئولیت‌های او عبارتند از وابستۀ نظامی ایران در لندن، آجودان، استاد دانشکدۀ ستاد ارتش، فرمانده لشکر اول، رئیس ستاد ارتش، وزیر راه در کابینۀ حسین علاء، سفیر کبیر ایران در ترکیه، وزیرمختار ایران در یونان، سفیر کبیر ایران در پاکستان، عضو ارشد بازرسی عالی مرزها و نایب رئیس انجمن ایران و پاکستان. ارفع دی ۱۳۵۷ از ایران خارج شد و چند سال بعد در موناکو درگذشت.

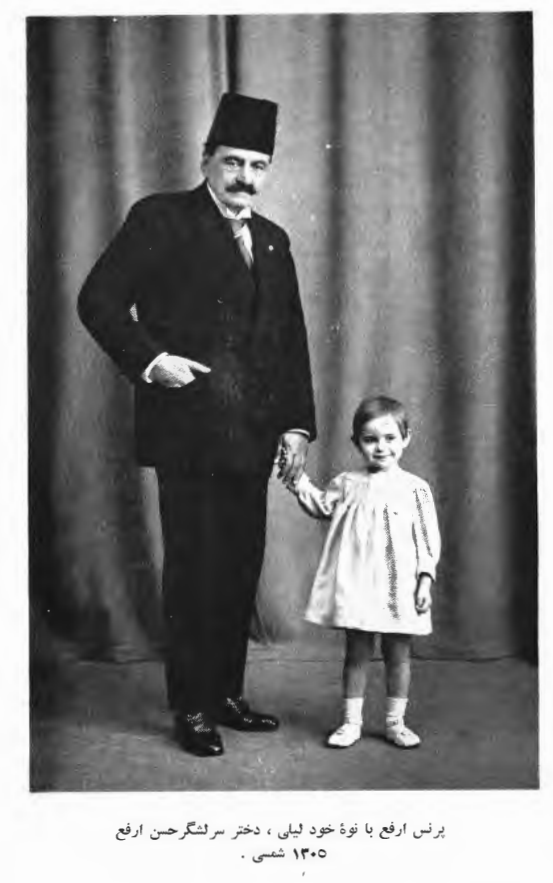
ارفع‌الدوله و نوه‌اش لیلی، ۱۳۰۵ شمسی

### ابراهیم ارفع
فرزند اول رضا ارفع از همسر دومش (السا)، ابراهیم بود که در سال ۱۲۸۰ به دنیا آمد. او هم در رشتهٔ نظامی تحصیل و در رده‌های مختلف نظامی فعالیت کرد.

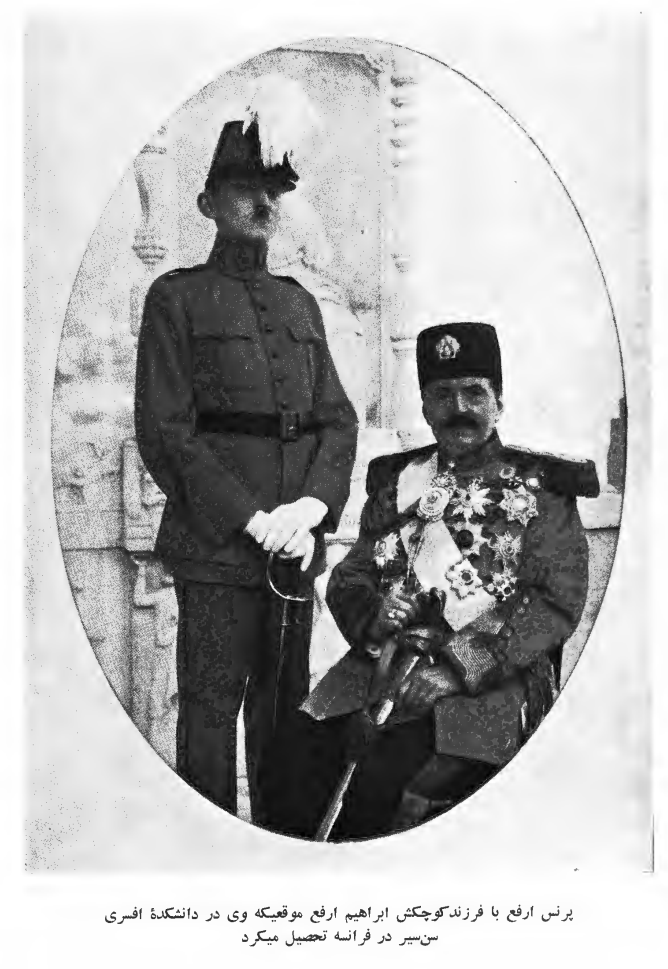
ارفع‌الدوله و پسرش ابراهیم، در زمان تحصیل ابراهیم در دانشکدۀ افسری سن‌سیر در فرانسه

ابراهیم، زبان فرانسه و روسی را یاد گرفت و در دانشکدۀ پیاده‌نظام سن‌سیر دوره گذراند. در ارتش ایران با درجۀ نایب دومی شروع به کار کرد. در لشکر کردستان و لشکر خراسان، فرمانده گروهان و گردان بود. سپس فرماندۀ گردان پیادۀ دانشکده افسری شد. در سال ۱۳۱۷ سرهنگ دوم و دو سال بعد سرهنگ شد و سپس سرتیپ شد. ریاست ستاد سپاه غرب (لشکرهای کردستان و کرمانشاه)، کفالت فرماندهی لشکر کرمانشاه، فرماندهی لشکر کردستان و فرماندهی لشکر ۲ پادگان مرکز از دیگر فعالیت‌های او بود. در دی ۱۳۲۱ به دعوت دولت انگلیس همراه هیئتی از افسران ایرانی و انگلیسی برای بازدید از جبهۀ جنگ آفریقا، به وسیلهٔ هواپیما عازم مصر شد. اما هواپیما در نزدیکی قزوین سقوط کرد و همۀ سرنشینان کشته شدند. او و دیگر افسران آن پرواز در گورستان ظهیرالدوله دفن شدند.

### فاطمه ارفع

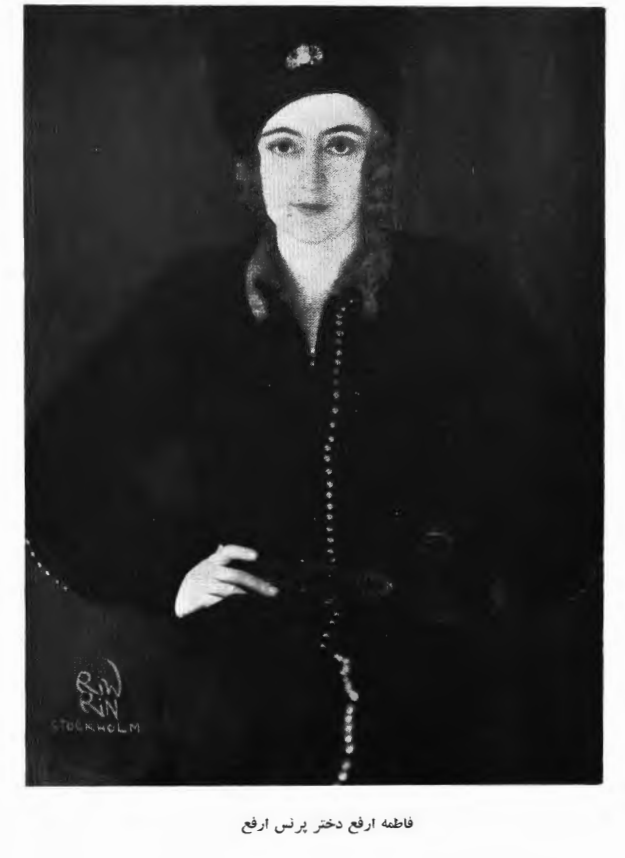
فاطمه دختر ارفع‌الدوله

فرزند دوم رضا ارفع و السا فاطمه نام داشت. فاطمه در ۹ بهمن ۱۲۸۴ در قسطنطنیه ترکیه به دنیا آمد..

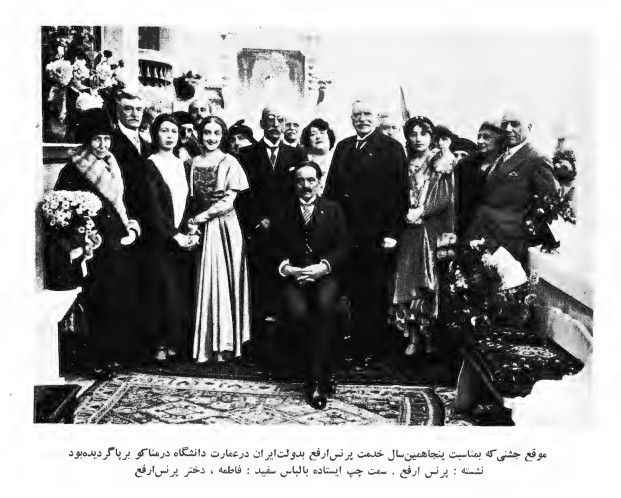
رضا ارفع و دخترش فاطمه ارفع در عمارت دانشگاه موناکو

برخی منابع ایرانی ادعا کرده‌اند او با حیدرعلی ارفع (۱۲۹۴-۱۳۵۵) ازدواج کرده است اما منابع فرانسوی ازدواج او را با لوسین بنجامین گابریل بنّئو در ۵ اردیبهشت ۱۳۱۳ در موناکو ثبت کرده‌اند و گفته‌اند او پس از ازدواج نام خود را به «سیلویه» (Sylvie) تغییر داد.
در فنلاند او را «عنایت خانم» (Enayet Hanoum)، «فاطمه خانم» (Fatima Khanum) یا نام برگرفته از نام مادربزرگ او (Emmy Wiik) نامیده و شغل او را در ۲۵ سالگی رقصندگی ثبت کرده‌اند. در سال ۱۴۰۳ در مرکز هنر تیکانویای (Tikanoja Art Center) شهر واسای فنلاند، دو تک‌چهره از او (اثر Eva Bremer-Myntti و Eemu Myntti) به نمایش گذاشته شد. تصاویری از کودکی فاطمه در کنار پدر و برادرش (ابراهیم) در عمارت دانشگاه موناکو نشان می‌دهد این دو تصویر متعلق به او هستند.
فاطمه در ۱۵ مهر ۱۳۵۹ در سن ۷۴ سالگی بر اثر تصادف رانندگی (در حال گذر از گذرگاه عابرپیاده از جلوی یک اتوبوس متوقف‌شده بر اثر برخورد با موتورسیکلتی که از خط قرمز عبور کرده بود) در موناکو کشته شد.

## آثار

### ایران دیروز
این کتاب خاطرات ارفع‌الدوله از کودکی تا پایان ماموریتش در جامعۀ ملل است. بر اساس دیباچۀ پسرش، حسن، رضا ارفع این خاطرات را چهار ماه قبل از مرگ (۱۳۱۶) و در مدت یک ماه نوشته است. این خاطرات در پنج باب و سیزده فصل به ترتیب زمانی نوشته شده‌اند اما پاراگراف‌بندی یا تاریخ‌گذاری مشخص ندارند. فصول این کتاب عبارتند از:
1. باب اول: سرگذشت این بنده از روز تولد تا داخل شدن بخدمت دولت در ژنرال قونسولگری تفلیس و مدت اقامت در آنجا تا حرکت به تهران
  1. فصل اول: کودکی در تبریز
  2. فصل دوم: مسافرت به قفقاز و اسلامبول
  3. ورود من به خدمت دولت
2. باب دوم: مسافرت به خراسان و به روسیه و مدت اقامت در تهران
  1. فصل چهارم: مسافرت از تفلیس به خراسان برای تحدید حدود تا مستشاری در سفارت پطرزبورغ
  2. فصل پنجم: تهران در زمان ناصرالدین‌شاه
3. باب سوم: مستشاری سفارت پطرزبورغ تا مراجعت از آنجا بجلفا و مسافرت به فرنگستان در التزام رکاب ناصرالدین‌شاه در سفر سیم
  1. فصل ششم: مستشاری سفارت پطرزبورغ و مسافرت در التزام رکاب ناصرالدین‌شاه
  2. فصل هفتم: زندگی در دربار تهران تا حرکت به قفقاز
4. باب چهارم: ژنرال قونسولگری در قفقاز، سفارت پطرزبورغ، سفارت کبرا در اسلامبول
  1. فصل هشتم: زندگی در تفلیس
  2. فصل نهم: سفارت پطرزبورغ
  3. فصل دهم: سفارت کبری در اسلامبول
5. باب پنجم: خدمات مختلفه در ایران و خارجه
  1. فصل یازدهم: مسافرت به اروپا و آمریکا بعد از سفارت در اسلامبول
  2. فصل دوازدهم: وزارت عدلیه در تهران
  3. فصل سیزدهم: سفر به اروپا و جامعۀ ملل

حسن ارفع با کمک وزارت فرهنگ (و وزیر فرهنگ وقت، مهرداد پهلبد) این خاطرات را در سال ۱۳۴۵ منتشر کرد. علی دهباشی در سال ۱۳۷۸ این خاطرات را بازنشر کرد.
دهباشی مقدمه‌ای یازده صفحه‌ای در مورد زندگی ارفع، نظرات دیگران در مورد او و مختصری دربارۀ کتاب خاطراتش نوشته است. مطابق مقدمۀ دهباشی، حسین محبوبی اردکانی و برت فراگنر این خاطرات را خوانده و نکاتی در مورد آن نوشته‌اند. فراگنر دربارۀ این خاطرات نوشته است:
«وقوف بر بسیاری از جریان‌های پشت پرده و رویدادهای سیاسی آن عصر را مدیون خاطرات او هستیم. وی آنها را رک و بی‌پرده در میان گذاشته، گو این که همواره نقش خود را خیلی بیشتر از آنچه در واقع بوده برجسته ساخته است».
در کتاب دهباشی بخش زیادی از دیباچۀ حسن ارفع که در مورد رضاشاه و محمدرضاشاه پهلوی است، سانسور شده است اما جملات قبل از بخش سانسورشده طوری ویرایش شده‌اند که سانسورشدن واضح باشد.

### مثنوی صلح
کتاب «مثنوی صلح» مجموعه اشعار رضا ارفع است. ارفع‌الدوله ادعا کرده است این کتاب به پانزده زبان ترجمه شده و او آن را برای همۀ سلاطین، روسای جمهوری و روسای مذاهب مختلف و انجمن‌های صلح ارسال کرده است و حکمران موناکو (پرنس آلبر) او را به همین دلیل عضو «انجمن صلح بین‌الملل» کرده است
برای مثال ۱۰ آوریل ۱۹۱۷ (۲۱ فروردین ۱۲۹۶) شعری به زبان انگلیسی با نام «دیدگاهی شرقی از صلح» (An Oriental's view of Peace) در روزنامۀ «اخبار میامی» از «پرنس ارفع‌الدوله» چاپ شد. ترجمۀ شعر چنین است:
| «سرچشمۀ این جنگ‌های مخرب را جستجو کنید،                     |
| مملو از وحشت‌هایی که جهان از آن متنفر است،                  |
| اول، ما باید ریشه این شر را پیدا کنیم.                     |
| سپس به دنبال راه حلی برای از بین بردن آن باشیم.            |
| این آمیخته به طمع و جهل است که باعث می شود                 |
| بشر به شرافتمندانه ترین قوانین خود بی اعتنایی کند          |
| و در حالی که این شرارت ها نفوذ وحشتناک خود را حفظ می کنند، |
| جهان هرگز نمی تواند روز صلح را بشناسد.                     |
| در هر سکونتگاهی باید دکترین برادری را موعظه کنیم.          |
| و بیاموزیم که همه نژادهای بشر یکی هستند،                   |
| همه شریک جهان هستند که در آن هیچ کس                        |
| در نزد خالق بزرگ ترجیح ندارد                               |
| [خالقی] که یک خانه را برای همۀ آفریده‌های خود ساخت»         |

بیت اول شعر به زبان انگلیسی:
| Search out the source of these pernicions wars, |
| Replate with horrors which the world abhors,    |

عبدالله مستوفی گفته است او به شاعران فرانسوی پول می‌داده تا اشعارش را ترجمه کنند و سپس آنها را در دفتری دوزبانه جمع‌آوری کرده و هدیه می‌داده است. مستوفی گفته است همه به علت اشعار نه‌چندان قوی او در غیابش به او می‌خندند و در پیش رو از او تحسین می‌کنند. احتشام‌السلطنه نیز گفته است:
«اصولاً با زبان و ادبیات فارسی چندان آشنایی ندارد. در تمام فرنگستان به پرنس شاعر و سفیر شاعر (البته به طور استهزاء) شهرت دارد.» 
خبرنگار روزنامۀ Star Weekly کانادا در گزارش خود از مجمع ملل (سال ۱۹۲۱) او را فردی «با طبیعت رمانتیک و شاعرانه» دانسته که سخنانش رنگ و بویی از عرفان شرق دارند.

### منتخب دانش
ارفع در سال ۱۳۰۶ ه.ق مجموعه اشعار خود و دیگران را با نام «منتخب دانش» چاپ کرد. برای نمونه این شعر در این کتاب از «حاج میرزا عسکری» (متخلص به مسرور) چاپ شده است:
| جناب حضرت دانش ترا بدانش و فضل   |  | نظیر نیست مسلم بهیچ آفاقی      |
| بغیر ذات خدا طاق نیست در عالم    |  | وی بفضل کنون در زمانه خود طاقی |
| فروغ دیده اهل هنر توئی امروز     |  | چراغ جمع معارف بدون اغراقی     |
| چو مخترع بالف‌با شدی بذوق سلیم    |  | بماند نام نکوی تو در جهان باقی |
| همیشه خاطر زارم بدی حزین و غمین  |  | که هیچکس نبرد نام من به اوراقی |
| از این سپس بجهان من همیشه مسرورم |  | که در مدیح تو گشتم شهیر آفاقی  |

نسخۀ فارسی این کتاب در شعبان ۱۳۰۹ قمری (۱۸۹۲ میلادی) در مطبعۀ اختر استانبول در ۹۳ صفحه چاپ شد.
نسخۀ فرانسوی این کتاب با ترجمۀ L.DE DJERVIS در همان سال (با اجازۀ ادارۀ سانسور تفلیس در ۳۰ سپتامبر ۱۸۹۲) در تفلیس (چاپخانه‌ی صدارت عظما. رئیس خدمات ملکی در قفقاز، خیابان لوریس-ملیکوفسکایا، ساختمان دولتی) به چاپ رسید.

### رسالۀ رشدیه

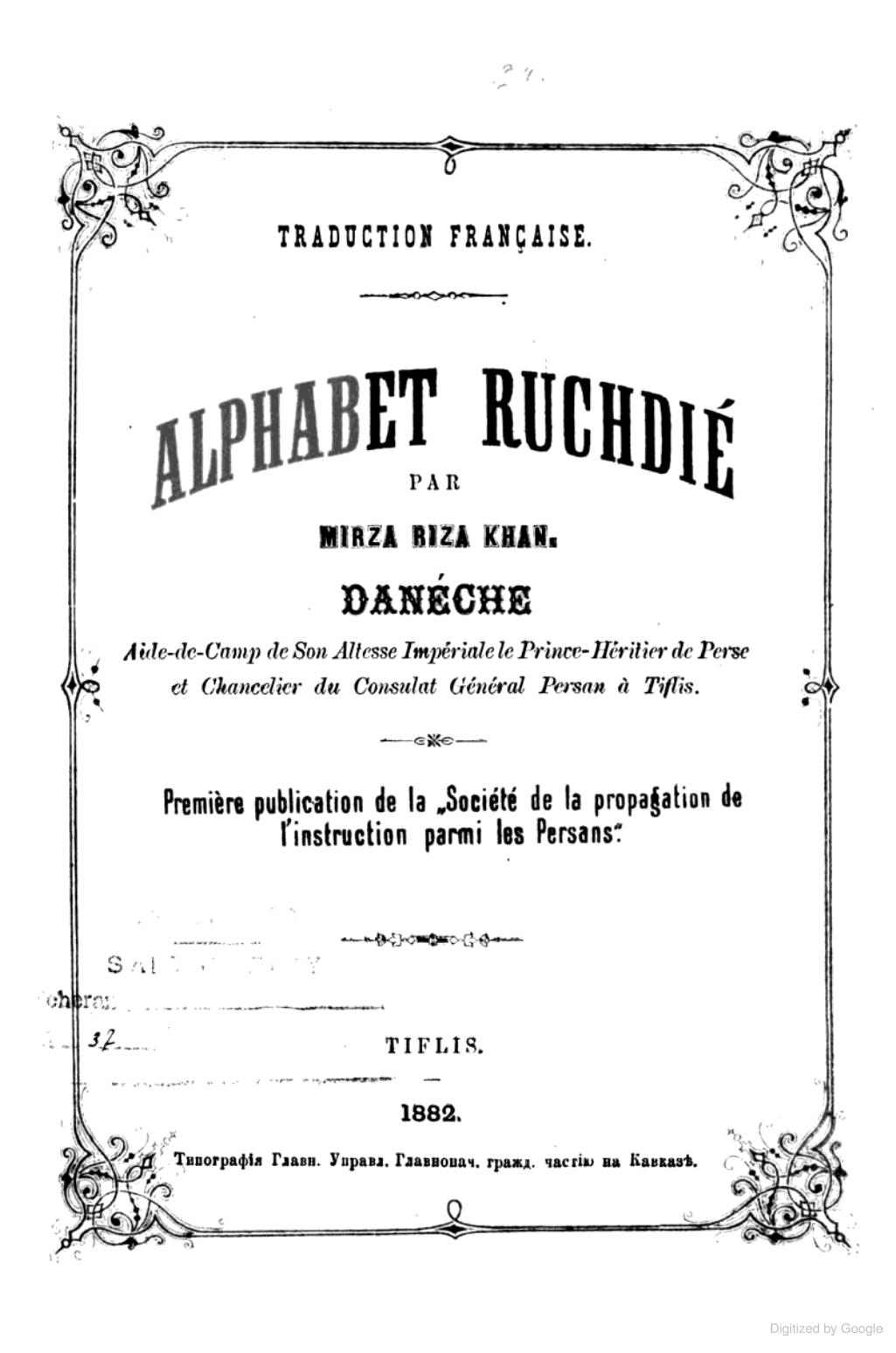
جلد نسخۀ فرانسوی رساله رشدیه اثر میرزا رضا ارفع (پرنس ارفع)

او در زمانی که مترجم سفارت ایران در تفلیس بود، تحت تاثیر افکار میرزا فتحعلی آخوندزاده جزوه‌ای به زبان فارسی و فرانسوی دربارۀ لزوم تغییر رسم‌الخط زبان فارسی نوشت و در آن الفبایی اختراع کرد و نام رساله را «رشدیه» گذاشت. این الفبا شامل اکثر حروف لاتین و برخی حروف روسی بود. بخشی از نسخۀ فارسی این رساله چنین است:
«و این را هم عرض میکنم که مراد من این نیست که الف و بای اسلامی حکماً به فلان خط مبدل بشود بلکه مقصود اصلی آن است که حروفات و کلمات جداجدا نوشته شده و حروفات مصوته کاملاً بمیان حروفات صامته مندرج بشوند که مصدر جمیع معایب این است که ما را بعقب انداخته والسلام».
رضا ارفع رساله را برای چاپ به ادارۀ اختر در استانبول فرستاد. برای چند نفر از جمله کامل پاشا (وزیر معارف دولت عثمانی)، محمدحسن خان صنیع‌الدوله و میرزا ملکم‌خان فرستاد. ملکم‌خان (گویا برای مسخره کردن) نوشت چون شما معلومات فراوان دارید، خوب است کلمۀ دانش را برای نام خانوادگی خود برگزینید (این نامه را ارفع هم در نسخۀ فرانسوی رسالۀ رشدیه و هم در کتاب خاطرات خود -با برخی تفاوت‌ها- قرار داده است):
«آقای میرزارضاخان فدایت شوم. شما که از اغلب دقایق ترقیات عهد ما اطلاعات عمیق حاصل کرده‌اید البته تا بحال خوب ملتفت شده‌اید که علاوه بر اسم شخص هرکس باید یک اسم خانواده هم داشته باشد. لزوم و محسنات این اسم خانواده را از برای شما شرح نمیدهم همین قدر میگویم که یک اسمی از برای خانواده خود انتخاب بکنید و بملاحظه آن کمالات مختلف که در نهایت خوشوقتی در وجود شما ملاحظه میکنم خیلی مناسب می‌بینم که اسم خانواده خود را دانش قرار بدهید. بعد از این من همیشه اسم شما را میرزارضاخان دانش خواهم نوشت و ان‌شاءالله سرکار شما ه این اسم شریف را به هر ملاحظه روز بروز محترم خواهید داشت. غره رمضان ۱۲۹۹ ناظم الدوله ملکم.»
میرزا رضا این پیشنهاد را جدّی گرفته و این نام را به عنوان تخلّص شاعری خود انتخاب کرد.
در ابتدای نسخۀ فرانسوی رساله این تقدیم‌نامه قرار داده شده است:
«حضور حضرت اشرف امجد ارفع والا شاهنشاهزاده اعظم مظفرالدین میرزا
ولیعهد دولت علیّه ایران ادام الله اقباله العالی
شاهزاده که جبینش از مجد و شوکت منوّر است
زاده شاهنشاه اعظم که دارای تاج تخت پادشاه مظفّر و تاجداران با فرّ ایران است
ولیعهد فرخنده که ملّت ایران از صمیم دل پرستش و تمجید میکنند
از روی مرحمت گوش بدهید باین نغمۀ شاعرانه که میخواهد ممدوح جوانبخت خود را بطور شایسته توصیف نماید با نهایت عجز از حضرت اقدس والا استدعای اجازه دارد که این کتاب مزیّن بنام نامی آن شاهزاده اعظم را معروض خاکپای مبارک نماید».
رضا ارفع در خاطراتش ادعا کرده است که افرادی به مجتهدی در خراسان گفته‌اند او در این رساله خواسته قرآن را به الفبای فرنگی تغییر بدهد و به مسلمان‌های دنیا تکلیف کرده که کلام‌الله را تغییر بدهند و آن مجتهد هم فتوای قتل او را داده است اما پس از آن که خود او حضوری نزد مجتهد رفته و توضیح داده است، ابطال حکم را گرفته است.
این رساله با نام Alphabet Ruchdié در ۴۳ صفحه توسط انتشارات Société de la propagation de l'instruction parmi les Persans در سال ۱۸۸۲ به زبان فرانسوی در تفلیس به چاپ رسید و توسط دانشگاه کلمبیا در ۱۰ مارس ۲۰۰۹ دیجیتالی شد.

## بناها

### قصر فیروزه
رضا ارفع در سال ۱۳۰۹ ه.ق بورجومی در فاصلۀ ۱۱۸ کیلومتری تفلیس گرجستان فعلی، عمارتی به نام قصر فیروزه ساخت.
قصر فیروزه دو طبقه است و یک ایوان دارد. هفت کتیبه به زبان فارسی، دو کتیبه به عربی، دو کتیبه به روسی و دو کتیبه به انگلیسی در این بنا وجود دارد. بخشی از بالکن مرکزی با چوب ساخته شده و بخشی دیگر با سنگ فیروزه تزئین شده است. این بنا تزئینات گچ‌بری و آیینه‌کاری هم دارد. در ورودی ایوان نقش شیر و خورشید قرار دارد. در ایوان ورودی دو کتیبه از سنگ مرمر با این اشعار قرار گرفته است:
کتیبۀ اول:
| در نضارت چو قصر فیروزه      |  | نیست جایی به زیر چرخ کبود |
| لوحش الله از این هوا و نسیم |  | همه عنبر شمیم و مشک آلود  |
| هر یک از غرفهایش سوی بهشت   |  | بهر نظاره منظری بگشود     |

کتیبۀ دوم:
| خبر از ذوق حضرت دانش     |  | کاین چنین جایی منتخب فرمود |
| اندر این قصر خرم و خندان |  | باد تا روزگار خواهد بود    |
| بهشت تاریخ سال فیروزش    |  | قصر فیروزه حشمت الموعود    |

مصراع آخر احتمالاً باید نشان‌دهندۀ ابجد سال ساخت این بنا باشد. اما ابجد این مصراع ۱۶۰۳ است که مشخص نیست به چه چیزی اشاره می‌کند.
در کتیبۀ دیگری روی سنگ مرمر سیاه (با زمینۀ سنگ مرمر سفید) نیز این شعر نوشته شده است:
| گفت سعدی گر بماند ز آدمی      |  | نام نیکو به که قصر زرنگار |
| ماند از میرزا رضا خان در جهان |  | نام نیک و قصرهای زرنگار   |

در میان این دو شعر، کتیبه‌ای به زبان عربی وجود دارد:
| هو حسبی الله و نعم الوکیل |  | نعم المولی و نعم النصیر سنه ۱۳۰۹ |

در کتیبه‌ای دیگر در این بنا هم به تاریخ قمری ساخت آن اشاره شده است: 
| نه رفته بود از سنه سیصد و هزار |  | کاین کلبۀ محقر و این مشت سبزه زار |
| فیروزه نام یافت ز احباب دوستان |  | کز میرزارضاخان ماند بیادگار       |

نام «میرزا رضاخان» به روسی و انگلیسی به همراه سال میلادی ساخت بنا (۱۸۹۲) هم در کتیبه‌های دیگر به چشم می‌خورد. نام بنا به انگلیسی (FIROUZE) هم در نوشتۀ دیگری بر دیوار بنا قرار دارد. در بخشی از تزئینات به نام «میرزا محمد نقاش قزوینی» اشاره شده است. تصویر ناصرالدین شاه («اعلیحضرت فرشوکت اقدس همایون شاهنشاه ایران ناصرالدین شاه قاجار») و میرزارضاخان («میرزا رضاخان دانش معین الوزراء قونسول دولت علیه ایران») نیز در قاب‌های جداگانه‌ای در میان آینه‌کاری‌ها قرار دارد.
این عمارت در سال ۲۰۱۶ با هزینۀ ۲ میلیون دلار به هتل Golden Tulip (Borjomi Palace Hotel: Member of Louvre Hotels Group) تبدیل شد. در مراسم افتتاحیۀ آن وزیر اقتصاد گرجستان سخنرانی کرد.

### دبستان دانش
رضا ارفع در زمانی که سفیر ایران در روسیه بود، «دبستان دانش» را در سال ۱۲۷۸ (۱۳۱۶ ه.ق) در محلۀ آب‌ مَنگُل تهران ساخت. این مدرسه در بر اساس درخواست محمود مفتاح‌الملک ساخته شد. مفتاح‌الملک مسئول ادارۀ مدرسۀ افتتاحیه در محلۀ سنگلج بود. مدرسۀ افتتاحیه در همان سال از سوی انجمن معارف در تهران افتتاح شده بود و قرار بود به ازای هر صد دانش‌آموز عادی ۲۵ دانش‌آموز مستمند را هم به صورت رایگان بپذیرد. مفتاح‌الملک از ارفع‌الدوله خواست ادارۀ بخش رایگان این مدرسه (موسوم به «مکتب مجّانی») را بر عهده بگیرد.
رضا ارفع و ایرانیان مقیم روسیه هزینه‌های دبستان دانش را پرداخت می‌کردند.
یک سال بعد محمدحسین امین‌الضرب خانه‌ای در محلۀ آب‌منگل تهران در اختیار ارفع‌الدوله قرار داد تا این مدرسه از سنگلج به آنجا منتقل شود. یحیی دولت‌آبادی به درخواست ارفع‌الدوله ادارۀ این مدرسه را برعهده گرفت. پس از به‌توپ بستن مجلس (۱۲۸۷) دولت‌آبادی به استانبول رفت و دبستان دانش تعطیل شد. ارفع‌الدوله پس از خلع محمدعلی‌شاه و برنگشتن دولت‌آبادی تصمیم گرفت ساختمان این دبستان را با شرط این که همیشه به نام «دانش» نامیده شود به وزارت معارف واگذار کند. بنابراین این مدرسه از سال ۱۲۹۷ به نام «دبستان دانش نمره ۴۰» شناخته شد.
چند سال پیش از انقلاب ۵۷ وزارت آموزش و پرورش ادارۀ این مدرسه را به جامعه تعلیمات اسلامی سپرد و این تشکل نام مدرسه را به «دبستان اثنی‌عشری» تغییر داد. برخی گفته‌اند فردی به نام «راسخ» از اعضای این جامعه پیشنهاد داده برای عمل به نیت واقف مدرسه (ارفع‌الدوله) نام آن را «دانش اثنی‌عشری» بگذارند اما به این پیشنهاد عمل نشد. ساختمان اولیۀ مدرسه سه حیاط تو در تو داشته است. یک حیاط برای تشکیل کلاس‌ها، دیگری برای بازی دانش‌آموزان و سومی برای سکونت سرایدار مدرسه. این ساختمان یک بار در دهۀ ۴۰ و یک بار در سال ۱۳۷۸ به طور کامل بازسازی شد

### باغ ارفع
او در تهران باغی بزرگ در خیابان شاپور روبه‌روی پارک اتابک ساخت. اکنون در این باغ استادیوم ورزشی، تالار رودکی و دبیرستان نوربخش وجود دارد.

### دانشگاه (ویلای اصفهان)

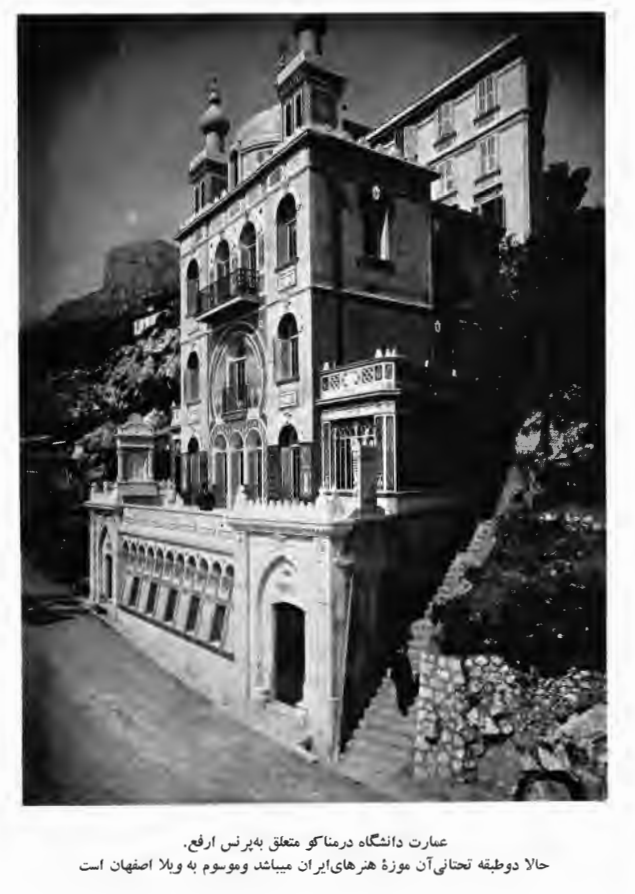
عمارت دانشگاه در موناکو

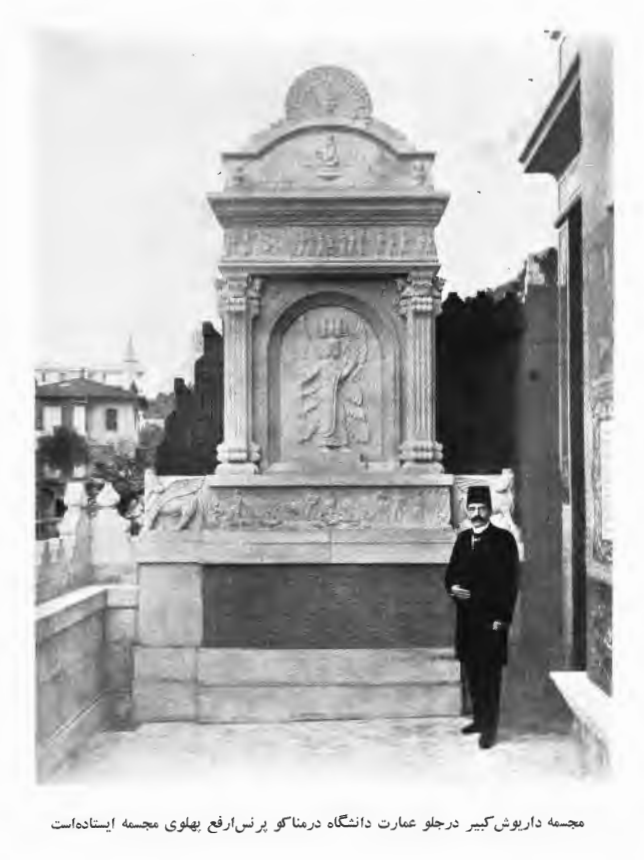
ارفع‌الدوله در عمارت دانشگاه موناکو، مجمسمه داریوش کبیر را نشان می‌دهد

او در موناکو قصری به نام دانشگاه ساخت و بعد آن را تبدیل به موزه کرد. ویلای دانشگاه (معروف به «خانۀ شاعر» و از ۱۹۸۶ مشهور به ویلای اصفهان) که به سبک دوران زیبا در محلۀ له مونگتی موناکو واقع است در سال ۱۹۱۰ ساخته شد. ویلا بر اساس مسجد شاه اصفهان با مناره‌های آبی ساخته شده و با موزائیک، شیشه‌های رنگی و علامت شیر و خورشید تزئین شده است. ویلا ۵۴۸ متر فضا و ۹ اتاق دارد. ویلای اصفهان که در دهه ۱۹۶۰ موزه هنر و فرهنگ ایران بود.
در این ویلا آثاری از هنرهای ایرانی، مجسمه‌ها و دیگر آثار هنری به سرپرستی بارونس ماری رز ترنک، نوۀ دختری مارزی رز (خوانندۀ اپرا) موجود بود. این آثار توسط ساتبیز در سال ۱۹۸۳ در باشگاه اسپورتینگ دی هیور مونت کارلو فروخته شد.
این ویلا در سال ۲۰۱۹ برای فروش آگهی شد. ویلا از سال ۲۰۱۹ تا قبل از سال ۲۰۲۳ کنسولگری اندونزی در موناکو بوده است.
این بنا یک گنبد و دو منارۀ آبی دارد. نمای بیرونی این بنا با هفت شعر فارسی تزئین شده است. برخی از اشعار عبارتند از:
| سزد که جملۀ دانشوران روی زمین   |  | ز راه قدرشناسی بقرنهای زیاد       |
| بیاد هیکل دانش در اینمقام آیند  |  | که تا کنند روانش بذکر خیری شاد    |
| چو این خجسته بنا ختم شد بفیروزی |  | برای تسمیه‌اش فکر در تلاش افتاد    |
| سروش غیب سرود آنزمان که دانشگاه |  | مناسب است بنام شریف این بنیاد     |
| نوشت خامۀ لعلی همی بتاریخ       |  | هزار و سیصد و سی گشت این بنا آباد |

در سقف زیر بالکن این نیز این شعر نوشته شده است:
| همیشه خرم و معمور باد دانشگاه |  | ز آفت و ز بلا دور باد دانشگاه |

در سمت چپ بنا زیر علامت شیر و خورشید این متن نوشته شده است:
"...ENFIN CYRUS ANNEXAM MONACO ET LA TURBIE AL'EMPIRE PERSE EN S'EMPA RANT DE LA PHENICIE EN 538...
LE TROPHEE DE LA TURBIE
در سمت راست بنا زیر علامت شیر و خورشید این متن نوشته شده است:
«صفحه ۲۳
بالاخره کیسخرو سال ۵۳۸ قبل از میلاد ممالک فنسی را تصرّف کرد مناکو و تربی را بامپراطوری ایران منضم نمود (تاریخ فلپ کازمیر)»

## اقدامات مهم
- از اعضای لژ بیداری ایران[۲۹]
- شهرت به عنوان پرنس (شاهزاده) بدون نسبت با پادشاهان و ملکه‌ها (شاهزاده)[پاورقی ۲]
- نامزدی برای جایزهٔ صلح نوبل در سال‌های ۱۹۰۴ و ۱۹۳۳ تا ۱۹۳۷[۹۵]